# ハーベルシュヴェルトの戦い
ハーベルシュヴェルトの戦い（ハーベルシュヴェルトのたたかい、ドイツ語: Gefecht bei Habelschwerdt）は、オーストリア継承戦争中の1745年2月14日、ハンス・フォン・レーヴァルトとハインリヒ・アウグスト・ド・ラ・モッテ・フーケ率いるプロイセン軍がフランツ・ヴェンツェル・フォン・ヴァリス率いるオーストリア軍に勝利した戦闘。

## 経過
1745年2月13日、ヴァリス将軍はプロイセン軍が進軍しているという報せを受け取った。彼は8個歩兵大隊と騎兵約1,000人にハーベルシュヴェルトとプロムニッツの間の丘を占領させた。
両軍の騎兵はアルト＝ヴァルテルスドルフで遭遇した。オーストリア軍の偵察の質が悪く、ヴァリスはプロイセン軍を6千から7千と概算した。オーストリア軍はその夜を丘の上で過ごした。
レーヴァルト将軍は第3と第11連隊の擲弾兵、最も多くの損害を出した第2歩兵連隊、第17、20、30歩兵連隊（の2個大隊）を指揮した。吹雪の中、プロイセンの14個大隊と2個フザール連隊が突撃した。2時間の戦闘の後、プロイセン軍が優勢だったためヴァリスは撤退を命じ、ボヘミアまで後退した。
プロイセン軍にはアンドレアス・エールハルト・フォン・ガウディ（Andreas Ehrhardt von Gaudi、フリードリヒ・ヴィルヘルム・フォン・ガウディの父）が参戦していた。